# Brigade de fourrure
 (mai 2024).
Si vous disposez d'ouvrages ou d'articles de référence ou si vous connaissez des sites web de qualité traitant du thème abordé ici, merci de compléter l'article en donnant les références utiles à sa vérifiabilité et en les liant à la section « Notes et références ».
 (mai 2024).
La mise en forme du texte ne suit pas les recommandations de Wikipédia : il faut le « wikifier ».
Les points d'amélioration suivants sont les cas les plus fréquents. Le détail des points à revoir est peut-être précisé sur la page de discussion.
- Les titres sont pré-formatés par le logiciel. Ils ne sont ni en capitales, ni en gras.
- Le texte ne doit pas être écrit en capitales (les noms de famille non plus), ni en gras, ni en italique, ni en « petit »…
- Le gras n'est utilisé que pour surligner le titre de l'article dans l'introduction, une seule fois.
- L'italique est rarement utilisé : mots en langue étrangère, titres d'œuvres, noms de bateaux, etc.
- Les citations ne sont pas en italique mais en corps de texte normal. Elles sont entourées par des guillemets français : « et ».
- Les listes à puces sont à éviter, des paragraphes rédigés étant largement préférés. Les tableaux sont à réserver à la présentation de données structurées (résultats, etc.).
- Les appels de note de bas de page (petits chiffres en exposant, introduits par l'outil «  Source ») sont à placer entre la fin de phrase et le point final[comme ça].
- Les liens internes (vers d'autres articles de Wikipédia) sont à choisir avec parcimonie. Créez des liens vers des articles approfondissant le sujet. Les termes génériques sans rapport avec le sujet sont à éviter, ainsi que les répétitions de liens vers un même terme.
- Les liens externes sont à placer uniquement dans une section « Liens externes », à la fin de l'article. Ces liens sont à choisir avec parcimonie suivant les règles définies. Si un lien sert de source à l'article, son insertion dans le texte est à faire par les notes de bas de page.
- La présentation des références doit suivre les conventions bibliographiques. Il est recommandé d'utiliser les modèles {{Ouvrage}}, {{Chapitre}}, {{Article}}, {{Lien web}} et/ou {{Bibliographie}}. Le mode d'édition visuel peut mettre en forme automatiquement les références.
- Insérer une infobox (cadre d'informations à droite) n'est pas obligatoire pour parachever la mise en page.

Pour une aide détaillée, merci de consulter Aide:Wikification.
Si vous pensez que ces points ont été résolus, vous pouvez retirer ce bandeau et améliorer la mise en forme d'un autre article.

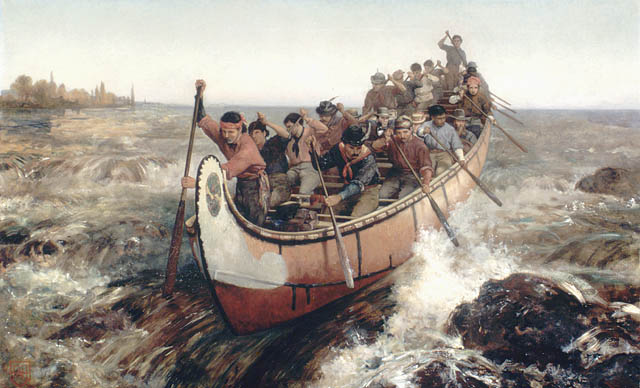
Bien que ce célèbre tableau de Frances Anne Hopkins représente les voyageurs, les brigades de canotage régulières étaient souvent dirigées par des autochtones et fonctionnaient de la même manière.

Les brigades de fourrure étaient des convois de canoës et de bateaux utilisés pour transporter des fournitures, des marchandises commerciales et des fourrures dans l’industrie de la traite des fourrures en Amérique du Nord. Une grande partie était composée de trappeurs de fourrure autochtones, dont la plupart étaient Métis, et de commerçants de fourrure qui voyageaient entre leurs postes de traite locaux et un poste plus important de la Compagnie de la Baie d’Hudson ou de la Compagnie du Nord-Ouest afin de fournir le poste intérieur en marchandises et le poste côtier en fourrures[réf. nécessaire]. 
Les voyages se faisaient généralement sur les rivières en canoë ou, dans certaines situations de prairie, à cheval. Par exemple, ils pouvaient se rendre à la baie d’Hudson ou à la baie James depuis leurs territoires intérieurs . Ce modèle était le plus répandu au début du 19ème siècle[réf. nécessaire]. Les canoës ont finalement été remplacés par des bateaux York parce qu'ils étaient plus efficaces économiquement et physiquement.